# Tersilochinae
Tersilochinae zijn een onderfamilie van insecten die behoren tot de familie van de gewone sluipwespen (Ichneumonidae).

## Taxonomie
De volgende  geslachten zijn bij de familie ingedeeld:
- Allophroides Horstmann, 1971
- Allophrys Förster, 1869
- Aneuclis Förster, 1869
  - Sathropterus Förster, 1869
- Areyonga Gauld, 1984[1]
- Australochus Khalaim, 2004[2][3]
- Barycnemis Förster, 1869
- Ctenophion Horstmann, 2010[4]
- Diaparsis Förster, 1869
- Epistathmus Förster, 1869
- Gelanes Horstmann, 1981
- Heterocola Förster, 1869
- Horstmannoloehus Gauld, 1984[1]
- Labilochus Khalaim, 2017[5]
- Megalochus Khalaim & Broad, 2013[3]
- Meggoleus Townes, 1971
- Palpator Khalaim, 2006
- Petiloehus Gauld, 1984[1]
- Phradis Förster, 1869
- Probles Förster, 1869
- Spinolochus Horstmann, 1971
- Stethantyx Townes, 1971
- Tersilochus Holmgren, 1859
- Zealochus Khalaim, 2004[2]